# Gloire de Dijon (Rose)
Gloire de Dijon, syn. 'Old Glory', ist eine kletternde Teerose, die 1853 beim französischen Rosenzüchter Henri Jacotot als Zufallssämling gefunden wurde. Man geht davon aus, dass die Noisette-Rose 'Desprez à Fleurs Jaunes' × 'Souvenir de la Malmaison', eine Bourbon-Rose, ihre Elternsorten sind.
Sie ist eine heute noch häufig gepflanzte alte Rose mit kräftigem Teerosenduft und wird wegen ihrer unklaren Herkunft manchmal als Teerose, als Noisette-Rose oder auch als Bourbon-Rose gehandelt. 'Gloire de Dijon' wächst bis 5 m hoch, remontiert gut und ist frosthart bis −23 °C (USDA-Zone 6).
Ihre dicht gefüllten Blüten sind leicht schalenförmig gebaut, farblich variierend von beige-gelb, im Zentrum und an den Unterseiten etwas lachsrosa bis gold-orange schimmernd. Sie vertragen keinen Regen, halten aber in der Vase gut. Im subtropischen Klima blüht sie das ganze Jahr über, sonst früh im Jahr und anschließend mehrmals bis zum ersten Frost. Der englische Rosenschriftsteller Graham Thomas beschreibt sie als „Epoche machende Rose“.
Wegen ihrer guten Eigenschaften wurde 'Gloire de Dijon' zu einer wichtigen Ausgangsform der modernen Rosen und 1988 von der Weltrosenvereinigung in die Hall of Fame der „historischen“ Weltrosen aufgenommen.

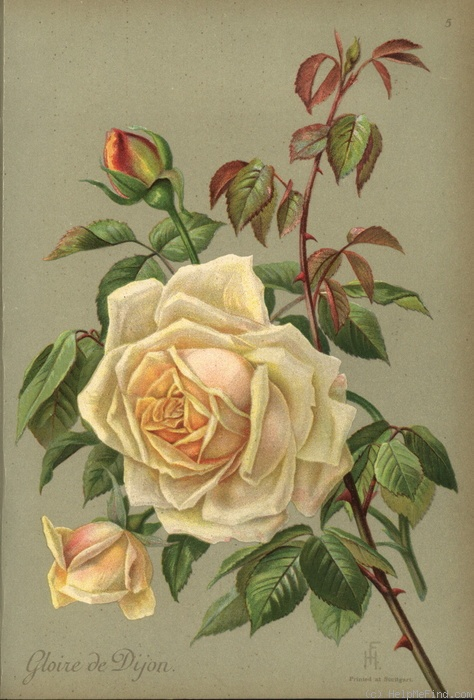
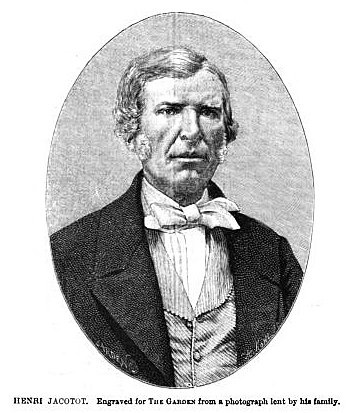
Henri Jacotot